# Simipercis trispinosa
Simipercis trispinosa és una espècie de peix de la família dels pingüipèdids i l'única del gènere Simipercis.

## Etimologia
Simipercis prové del mot llatí similis (semblant, igual) i fa referència al gènere Percis, mentre que trispinosa (també del llatí) deriva dels mots tres (tres) i spina (espina) i es refereix a les 3 espines que presenta a l'aleta dorsal (un tret únic que no es troba en cap altra espècie de pingüipèdid).

## Descripció
El mascle fa 13,5 cm de llargària màxima i la femella 10. Cap i cos moderadament comprimits. 30-31 vèrtebres (20-21 caudals i 10 abdominals). 3 espines a l'aleta dorsal. Subopercle i preopercle sencers. Escates ctenoides (incloent-hi les del cap i les de la regió pelviana).

## Hàbitat i distribució geogràfica
És un peix marí, bentopelàgic (entre 51 i 170 m de fondària) i de clima tropical, el qual viu al Pacífic occidental: Austràlia (Queensland i el nord de Nova Gal·les del Sud).

## Observacions
És inofensiu per als humans.